# Соколовский, Виктор Владимирович (политик)
Ви́ктор Влади́мирович Соколо́вский (род. 11 апреля 1949 года, Тула) — член Совета Федерации Федерального Собрания РФ от Тульской областной Думы.

## Биография
Родился 11 апреля 1949 года в городе Туле в семье служащих. В 1966 году окончил среднюю школу № 7.
В 1969 году окончил средне-технический факультет Тульского политехнического института по специальности «техник-конструктор». С 1970 по 1972 год — служил в рядах Советской армии".
В 1979 году окончил Тульский политехнический институт по специальности «инженер-электрик».
С 1972 по 1978 год работал инженером Тульского завода «Арсенал». С 1978 года работал в строительных организациях, пройдя путь от начальника участка до управляющего трестом «Союзцентргаз» Мингазпрома СССР (после приватизации — АО «Центргаз»). Председатель Совета директоров и Правления АО «Центргаз».
В 1991 году стажировался в школе бизнеса Университета Дьюка (США).
С 1995 года — член совета директоров Тульского регионального банка. Дважды избирался депутатом Тульской областной Думы (1996—2000, 2000—2004). С 1993 года — генеральный директор ОАО «Центргаз» РАО «Газпром».
В 1998 году стал кандидатом экономических наук. А в 1999 году Соколовскому было присвоено учёное звание доцента, он возглавил кафедру архитектуры и градостроительства Тульского государственного университета.
Дважды баллотировался на пост губернатора Тульской области. Первый раз в марте 1997 года, по итогам голосования занял второе место. Второй раз в 2001 году в первом туре занял третье место. Ставший вторым Андрей Самошин отказался от дальнейшего участия в выборах и Соколовский вышел во второй тур, где уступил действующему губернатору В. Стародубцеву.
На протяжении 25 лет Соколовский был президентом тульского футбольного клуба «Арсенал» и входил в исполком Российского футбольного союза.

### Совет Федерации
С 5 ноября 2004 года по октябрь 2009 года — член совета Федерации Федерального Собрания РФ от Тульской области. Представлял в Совете Федерации законодательный (представительный) орган государственной власти Тульской области.
- С ноября 2004 по июль 2005 года — член Комитета СФ по финансовым рынкам и денежному обращению[6].
- С ноября 2004 года — член Комиссии СФ по естественным монополиям[6].
- С июля 2005 по май 2009 года — заместитель председателя Комитета СФ по финансовым рынкам и денежному обращению[6].
- С мая 2009 года — первый заместитель председателя Комитета СФ по финансовым рынкам и денежному обращению[6].

### После сената
В ноябре 2011 года назначен на пост советника-наставника Тульской области.

## Награды
- Заслуженный строитель РФ, награждён в 1994 году[3].
- Орден Почёта[1].
- Премия Правительства Российской Федерации в области науки и техники[8]
- Премия Правительства Российской Федерации в области образования[8].
- Почётная грамота Совета Федерации[8].